# Studio Gabriel (émission de télévision)
Ne pas confondre avec le lieu de tournage.
Studio Gabriel est une émission de télévision française de divertissement présentée par Michel Drucker et diffusée sur France 2 de septembre 1994 à juin 1997.
D'abord diffusée à 18 h 55 pendant une heure, elle a été programmée à 19 h 15 et raccourcie de 20 minutes à partir de 1995.
Le programme était tourné en direct au Studio Potel & Chabot (avenue Gabriel) auquel il a donné son nom plus tard.
L'émission a permis à Olivier Ménard, Laurent Gerra, Laurence Ferrari, Benjamin Castaldi et Stéphane Bouillaud de faire leurs débuts à la télévision.